# دویدن در شیب به کمک بال
دویدن در شیب به کمک بال یا دویدن با بال در شیب (به انگلیسی: Wing-assisted incline running) (به اختصار "WAIR") یک رفتار دویدن دیده‌شده در پرندگان زنده و همچنین مدلی است که برای توضیح فرگشت پرواز پرندگان پیشنهاد شده‌است. دویدن در شیب به کمک بال به پرندگان این امکان را می‌دهد تا با بال زدن به سوی شیب‌دار یا عمودی بروند و با دویدن به تنهایی، شیب‌های بیشتری نسبت به حد ممکن ایجاد کنند. فرضیه خاستگاه پرواز دویدن با بال در شیب پیشنهاد می‌کند که بال‌های نوپای دایناسورهای تروپود برای به جلو راندن جانور به سوی بالای شیب‌ها، مانند صخره‌ها یا درختان، به شیوه‌ای مشابه با پرندگان نوین مورد استفاده قرار می‌گرفت، و پرواز نیرومند کنونی در نهایت از این شکل کاربرد فرگشت یافت. در طول پیشنهاد آن، بیان شد که دویدن با بال در شیب ممکن است توسط تروپودهای پردار مانند Caudipteryx برای رشد پرواز هوایی به کار رفته باشد.